# Psammiet
Een psammiet (van Grieks ψάμμος (psámmos) = zand) is in de petrologie (gesteentekunde) een gesteente dat oorspronkelijk sedimentair van aard was en een korrelgrootte had tussen de 0,02 en 2 mm, dat wil zeggen een grote zandfractie had.
De term psammiet wordt vrijwel alleen gebruikt als men de protoliet van een metamorf gesteente wil beschrijven. Als de protoliet meer klei bevatte, spreekt men van een peliet; als de protoliet uit klasten groter dan gemiddeld 2 mm was opgebouwd, spreekt men van een psefiet. Vooral het verschil tussen psammieten en pelieten is belangrijk: een psammiet bevat grotere hoeveelheden silica in de vorm van zandkorrels, waardoor hij zal rekristalliseren tot een sterk kwartshoudend gesteente als kwartsiet. Pelieten bevatten oorspronkelijk vooral kleimineralen, die tijdens metamorfose omzetten naar aluminiumsilicaten zoals mica's. Vanwege het hoge kwartsgehalte zijn psammieten daarom vaak gneisen, terwijl pelieten (rijk aan mica's) vaak schisten zijn.